# Buckley (Michigan)
Pour les articles homonymes, voir Buckley (homonymie).
Buckley est un village du comté de Wexford, dans l'État du Michigan, aux États-Unis. En 2020, il comptait une population de 775 habitants.